# Manolo Blahnik
Manuel "Manolo" Blahnik Rodríguez CBE (/məˈnoʊloʊ ˈblɑːnɪk/; sinh ngày 27 tháng 11 năm 1942), là nhà thiết kế thời trang người Tây Ban Nha và là người sáng lập thương hiệu giày cao cấp cùng tên.
Sinh tại Santa Cruz de la Palma, quần đảo Canaria, sau khi tốt nghiệp phổ thông, Blahnik theo học văn học tại Đại học Geneva trước khi chuyển sang theo học nghệ thuật tại École des Beaux-Arts rồi thiết kế tại Trường Louvre ở Paris. Năm 1968, ông chuyển tới London và làm việc tại cửa hàng Zapata, đồng thời viết cho ấn bản tiếng Ý của tạp chí Vogue. Sau khi gặp gỡ Diana Vreeland vào năm 1970, Blahnik đã quyết định trở thành nhà thiết kế giày cho phụ nữ. Buổi diễn chính thức đầu tiên của ông là vào năm 1972 cùng Ossie Clark, rồi Jean Muir và Zandra Rhodes. Không lâu sau, ông mở cửa hàng riêng, và trở thành người đàn ông thứ 2 lên trang bìa của Vogue sau Helmut Berger. Tới năm 1977, ông đã có cửa hàng đầu tiên tại Mỹ, và gây dựng tiếng vang lớn trên toàn thế giới.
Các thiết kế giày của Blahnik được đánh giá cao nhờ tái hiện những đường nét cổ điển của giày cao gót phụ nữ, bao gồm gót stiletto, các đường cắt bo chân và sử dụng thiết kế dây đơn giản từ các thập niên trước. Ông không thích các giày có đế cao mà chỉ yêu thích các thiết kế với gót nhọn. Các thiết kế của Blahnik chủ yếu được bày bán với số lượng hạn chế, song luôn luôn nổi bật dễ phân biệt.
Ông có tên trong Đại sảnh Danh vọng các nhà thiết kế từ năm 1987. Năm 2007, ông được trao tước hiệu CBE từ Hoàng gia Anh.